# Landstede Hammers
El Landstede Hammers es un equipo de baloncesto holandés que compite en la BNXT League, la nueva liga fruto de la fusión de la Dutch Basketball League neerlandesa y la Pro Basketball League belga. Tiene su sede en la ciudad de Zwolle. Disputa sus partidos en el 'Landstede Sportcentrum.

## Nombres
- Computerij (1991-1992)
- Cees Lubbers (1995-1999)
- The Landstede (1999-)

## Palmarés
- Liga Holandesa (1): 2019 
  - Finalista (3): 2005, 2016, 2017
- Copa de Holanda
  - Finalista (4): 2005, 2013, 2017, 2019
- Supercopa de Holanda (2): 2017, 2019

## Trayectoria
| Temporada | Nivel | Liga       | Pos. | NBB Cup          | Competiciones europeas | Competiciones europeas | Competiciones europeas |
| --------- | ----- | ---------- | ---- | ---------------- | ---------------------- | ---------------------- | ---------------------- |
| 1995–96   | 1     | Eredivisie | 8º   |                  |                        |                        |                        |
| 1996–97   | 1     | Eredivisie | 7º   |                  |                        |                        |                        |
| 1997–98   | 1     | Eredivisie | 7º   |                  |                        |                        |                        |
| 1998–99   | 1     | Eredivisie | 8º   |                  |                        |                        |                        |
| 1999–00   | 1     | Eredivisie | 4º   |                  |                        |                        |                        |
| 2000–01   | 1     | Eredivisie | 11º  |                  | 3 Korać Cup            | R1                     | 0–2                    |
| 2001–02   | 1     | Eredivisie | 5º   |                  |                        |                        |                        |
| 2002–03   | 1     | Eredivisie | 8º   |                  |                        |                        |                        |
| 2003–04   | 1     | Eredivisie | 5º   |                  |                        |                        |                        |
| 2004–05   | 1     | Eredivisie | 2nd  | Finalista        |                        |                        |                        |
| 2005–06   | 1     | Eredivisie | 5º   |                  |                        |                        |                        |
| 2006–07   | 1     | Eredivisie | 10º  |                  |                        |                        |                        |
| 2007–08   | 1     | Eredivisie | 7º   |                  |                        |                        |                        |
| 2008–09   | 1     | Eredivisie | 9º   |                  |                        |                        |                        |
| 2009–10   | 1     | Eredivisie | 9º   |                  |                        |                        |                        |
| 2010–11   | 1     | DBL        | 9º   | 4ª ronda         |                        |                        |                        |
| 2011–12   | 1     | DBL        | 5º   | Semifinalista    |                        |                        |                        |
| 2012–13   | 1     | DBL        | 5º   | Finalista        |                        |                        |                        |
| 2013–14   | 1     | DBL        | 5º   | Cuartos de final |                        |                        |                        |
| 2014–15   | 1     | DBL        | 4º   | Semifinalista    |                        |                        |                        |
| 2015–16   | 1     | DBL        | 2º   | Semifinalista    |                        |                        |                        |
| 2016–17   | 1     | DBL        | 2º   | Finalista        |                        |                        |                        |
| 2017–18   | 1     | DBL        | 3º   | Semifinalista    |                        |                        |                        |
| 2018–19   | 1     | DBL        | 1º   | Finalista        |                        |                        |                        |